# Cruseilles

Peleton wyścigu kolarskiego (2010)

Cruseilles – miejscowość i gmina we Francji, w regionie Owernia-Rodan-Alpy, w departamencie Górna Sabaudia.
Według danych na rok 1990 gminę zamieszkiwało 2716 osób, a gęstość zaludnienia wynosiła 107 osób/km² (wśród 2880 gmin regionu Rodan-Alpy Cruseilles plasuje się na 329. miejscu pod względem liczby ludności, natomiast pod względem powierzchni na miejscu 322.).